# South Gloucestershire
South Gloucestershire – dystrykt o statusie unitary authority w hrabstwie ceremonialnym Gloucestershire w Anglii.

## Miasta
- Bradley Stoke
- Chipping Sodbury
- Filton
- Kingswood
- Patchway
- Thornbury
- Yate

## Inne miejscowości
Abson, Acton Turville, Almondsbury, Alveston, Aust, Awkley, Badminton, Bagstone, Beach, Bitton, Bridgeyate, Cadbury Heath, Catbrain, Charfield, Charlton, Cheswick, Churchend, Civil Parish of Winterbourne, Coalpit Heath, Codrington, Cold Ashton, Compton Greenfield, Conham, Cowhill, Cromhall, Dodington, Duckhole, Dunkirk, Dyrham, Easter Compton, Elberton, Emersons Green, Engine Common, Falfield, Frampton Cotterell, Frenchay, Gaunt's Earthcott, Great Stoke, Hallen, Hambrook, Hanham, Harry Stoke, Hawkesbury Upton, Hawkesbury, Henfield, Hill, Hinton, Horton, Ingst, Iron Acton, Itchington, Kendleshire, Latteridge, Little Badminton, Little Sodbury, Little Stoke, Littleton-upon-Severn, Longwell Green, Marshfield, Mayshill, Milbury Heath, Morton, New Passage, Nibley, North Common, Northwick, Old Down, Old Sodbury, Oldbury Naite, Oldbury-on-Severn, Oldland, Oldland Common, Olveston, Over, Pennsylvania, Petty France, Pilning, Pucklechurch, Rangeworthy, Redwick, Rockhampton, Rudgeway, Severn Beach, Shepperdine, Siston, Soundwell, Stoke Gifford, Swineford, Tockington, Tormarton, Tortworth, Tytherington, Upton Cheyney, Wapley, Warmley, Watley's End, West Littleton, Westerleigh, Whitfield, Wick, Wickwar, Willsbridge, Winterbourne Down, Winterbourne.